# Couvent Saint-François de Pino
Pour les articles homonymes, voir Pino (homonymie).
Le couvent Saint-François est un ancien couvent d'Observantins puis de Franciscains situé à Pino, en Corse.

## Localisation
Le couvent est situé dans le département français de Haute-Corse, sur la commune de Pino, en bordure de mer, entre la tour de Scalo et la marine éponyme.

## Historique
Le couvent est fondé en 1495.
Il abritait il n'y a pas si longtemps encore, un collège qui a fermé ses portes en 1972. Il est désaffecté depuis. Dans ce couvent au XVIIe siècle, 7 à 11 frères assuraient l'instruction des enfants.
L'Association U Cunventu, déclarée en préfecture le 3 août 2004, a été créée avec pour objet, la défense et la valorisation du patrimoine historique de Pino ainsi que la sauvegarde de l’environnement.
Une opération de crowdfunding a permis de récolter 120 000 €  et la Fondation du Patrimoine a décerné le second prix du mécénat populaire à l’opération de récolte de fonds. Elle permet de lancer les travaux les premières opérations de restauration 
- Partie nord : charpente et platelage (pour 200.000 €)
- Partie ouest : toitures annexes pour 300.000 €
- Dernière partie des travaux de toiture (pour 90.000 €)

Il est retenu pour bénéficier du loto du patrimoine en mai 2018.

## Architecture
La chapelle du couvent renferme une fresque, un chemin de croix, une chaire et des stalles du XVIIe siècle. 